# Dicranucha
Dicranucha é um gênero de traça pertencente à família Agonoxenidae.